# Skadi Walter
Skadi Walter (* 18. April 1964 in Halle (Saale); † 23. September 2023) war eine deutsche Eisschnellläuferin. Sie startete für die Deutsche Demokratische Republik 1984 bei den Olympischen Winterspielen und trat in ihrer aktiven Zeit für den SC Einheit Dresden an.

## Karriere
Bei den DDR-Meisterschaften 1982 sicherte sie sich im Sprint-Mehrkampf hinter Christa Rothenburger die Silbermedaille. Bei den DDR-Meisterschaften 1983 gewann sie hinter Karin Enke die Silbermedaille über die 500 Meter. Bei den DDR-Meisterschaften 1984 belegte sie den dritten Platz.
Zwischen 1981 und 1985 nahm sie an den Eisschnelllauf-Sprintweltmeisterschaften teil und erreichte bei der Eisschnelllauf-Sprintweltmeisterschaft 1983 mit dem fünften Platz ihr bestes Ergebnis. Vom Nationalen Olympischen Komitee der DDR wurde sie für die Olympischen Winterspiele 1984 in Sarajevo nominiert und belegte dort über die 500 Meter den fünften Platz.

## Privates
Ihre Tochter Bianca Merker ist eine  deutsche Shorttrackerin, welche 2010 Europameisterin wurde.
Sie verstarb am 23. September 2023.